# José Tadeo Monagas
Judas Tadeo Monagas Burgos, posteriormente referido como José Tadeo (Maturín, 28 de octubre de 1784 - Caracas, 18 de noviembre de 1868) fue un militar, político y dictador venezolano. Fue presidente de la república en dos períodos entre el 1 de marzo de 1847 y 20 de enero de 1851, entre 1855 y 1858. Fue miembro del Partido Liberal, y dirigió la Revolución Azul. Junto con su hermano José Gregorio Monagas, marcó una etapa de nepotismo y gobierno autocrático en Venezuela conocida como el Monagato.

## Biografía
José Tadeo Monagas Burgos nació en la Provincia de Cumaná, específicamente en Amana del Tamarindo, en lo que actualmente se conoce como la ciudad de Maturín, en el estado que lleva su primer apellido como homenaje, el 28 de octubre de 1784. Hijo de Francisco José Monagas y de Perfecta Burgos Villana, quienes lo bautizaron con el nombre de Judas Tadeo, sin embargo, a medida que fue creciendo, se acostumbró a utilizar tan sólo la inicial de su primer nombre, por lo que la gente lo identificó con la “J” de José, nombre con el cual lo reconocerían el resto de su vida.

## Vida militar

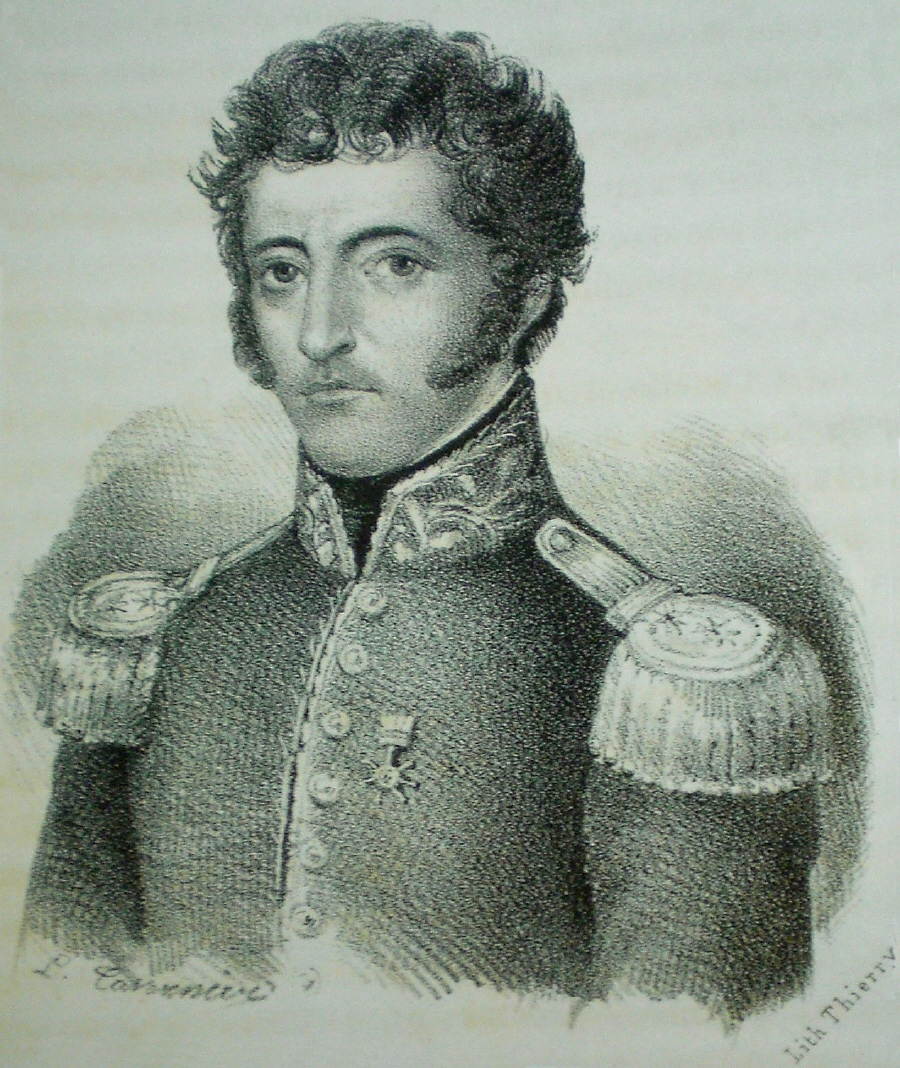
José Tadeo Monagas en 1841.

Su primer combate fue en las Bocas del Pao en 1813 y en Maturín contra Lorenzo Fernández de la Hoz, el 20 de marzo de 1813, bajo las órdenes de Manuel Piar, y luego contra Domingo de Monteverde, el 25 de mayo de ese mismo año, en la Batalla del Alto de Los Godos. En Cachipo, el 11 de septiembre de 1813, venció junto a su hermano José Gregorio Monagas y Antonio Freites, a las fuerzas realistas que por primera vez eran comandadas por José Tomás Boves. Inició su vida militar a los 26 años, con el cargo de alférez de caballería, en el ejército patriota del general Santiago Mariño. El 3 de febrero de 1814, bajo el mando de Vicente Campo Elías, sufrió la derrota del sitio de La Puerta. El año 1814 prosiguió con grandes acciones como la batalla de Bocachica, la batalla de  Aragua de Barcelona y la primera batalla de Carabobo el 28 de mayo de 1814. Luego de este último combate fue ascendido al grado de Coronel, a partir de este momento luchó para defender Maturín de la amenaza realista, tras estas batallas, prosiguió la célebre derrota de la Batalla de Urica donde murió el jefe realista José Tomás Boves, y que como consecuencia Maturín logró ser tomada.[cita requerida]
En 1815, resultó vencedor en San Diego de Cabrutica, Peñas Negras y el Palmar, lo que le hizo ganar gran prestigio militar. Se unió a las filas de Simón Bolívar en 1816, participando a partir de ese año en las batallas de Aguanegra, San Rafael, Arao,  La Puerta y El Juncal. En 1820 expulsó a los realistas de la provincia venezolana de Barcelona. Peleó contra Pablo Morillo en la Batalla de Calabozo. Comandó el 2 de noviembre de 1820, el ataque a las Trincheras de Quimiare; gracias a este triunfo, en 1821, fue nombrado por el Libertador Simón Bolívar, como General de División. En 1821 participó en la segunda y definitiva batalla de Carabobo.

## Vida política

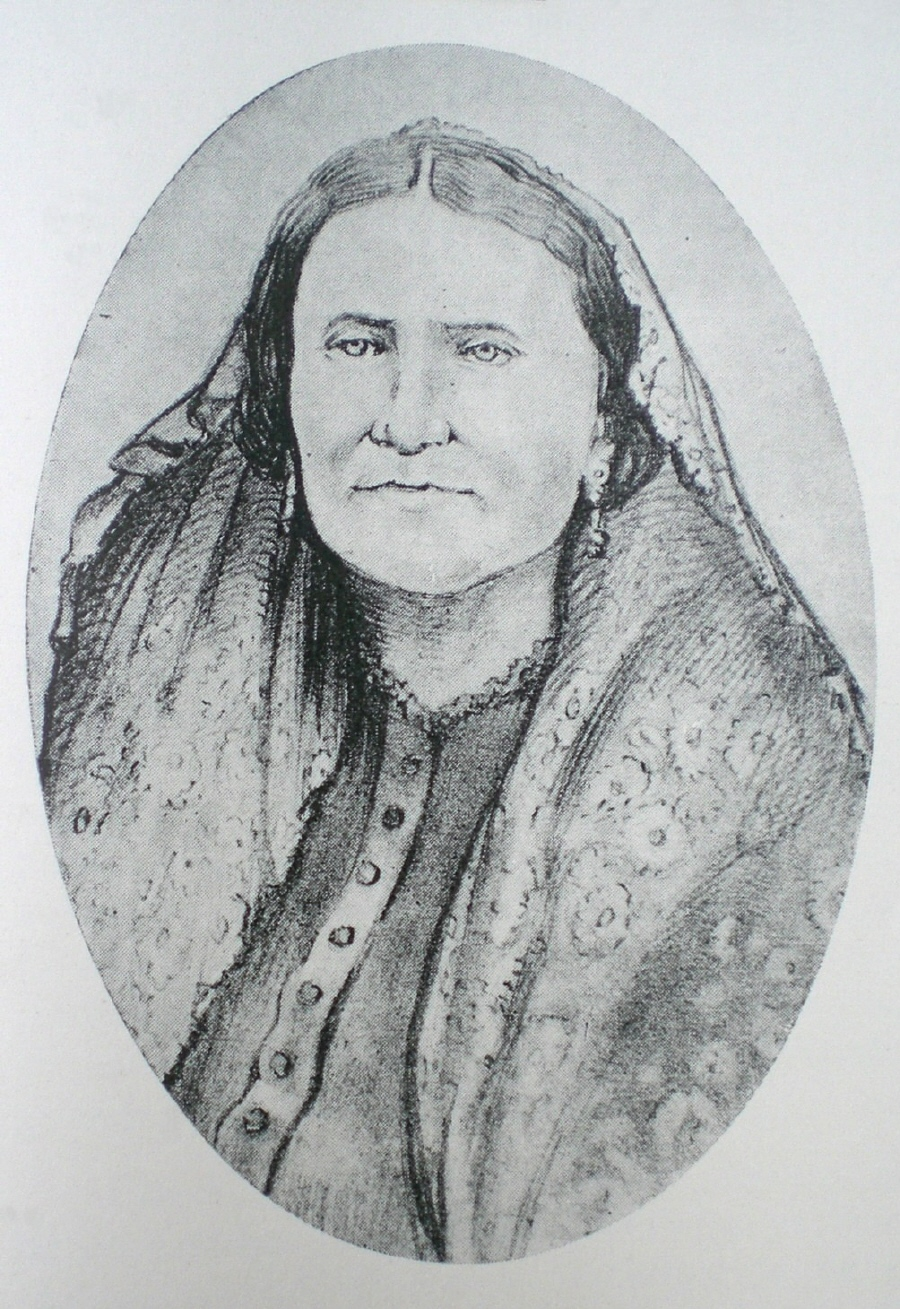
Luisa Oriach esposa de José Tadeo Monagas.

José Tadeo Monagas Burgos inició su vida política cuando fue nombrado gobernador civil y militar de la ciudad de Barcelona, y comandante del departamento del Orinoco en el año 1822. En 1823 contrajo matrimonio con Luisa Oriach Ladrón de Guevara, abandonando la actividad militar que reemplazó un tiempo por la vida campesina.

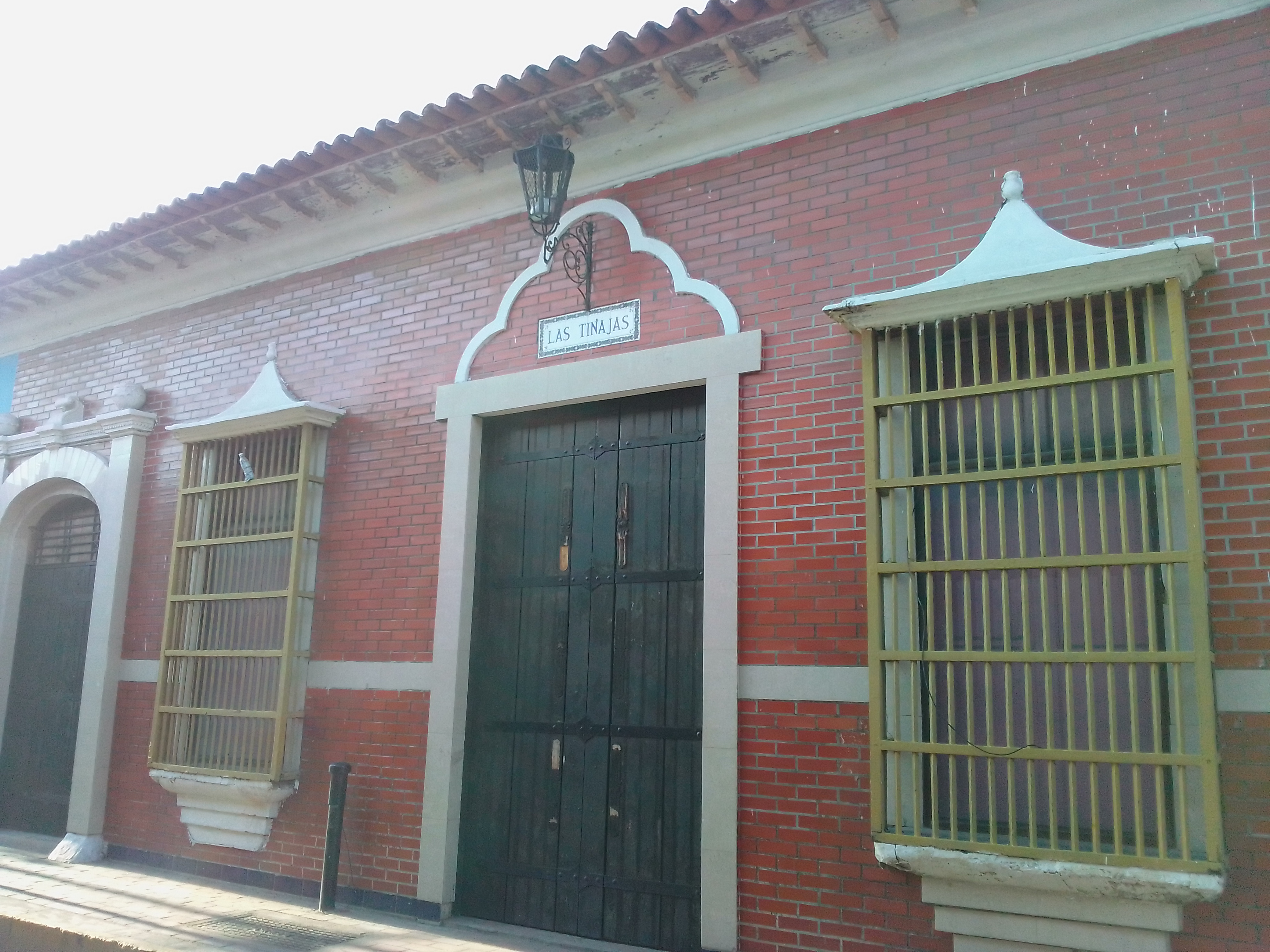
Casa de José Tadeo Monagas en Barcelona

En 1830, existía un fuerte movimiento anti bolivariano que se desató gracias a José Antonio Páez, denominado como “La Cosiata”, este movimiento amenazaba la estabilidad política y la unidad de la Gran Colombia, Monagas estaba en contra de la separación de Venezuela de la unidad colombiana, en este sentido, participó en la llamada Pacificación de Oriente y en 1831 con el apoyo de su hermano José Gregorio, promueve la Revolución Integradora, un movimiento a favor de la reconstitución de la Gran Colombia, auspiciando la adhesión de todas las provincias orientales. Sin embargo, contrariamente a los gestores del movimiento separatista que buscaban crear una república de tipo centralista en el antiguo territorio de la República de Venezuela, Monagas promovió la conformación de un "Estado de Oriente", que estaría integrado por las provincias de Cumaná, Margarita y Guayana. Asimismo, propició la implantación de una gran confederación de estados, para la cual invitó a las demás provincias de Venezuela, y a las de la ya desintegrada Gran Colombia, que así lo desearan, a formar parte de ella.
En mayo de 1831, se reunió una junta de 150 vecinos de la ciudad de Barcelona, para investir provisionalmente con el cargo de gobernador en jefe del Estado de Oriente al general Santiago Mariño y al general José Tadeo Monagas como segundo jefe provisional hasta la instalación del primer congreso que se reuniría posteriormente. A todas estas, el presidente José Antonio Páez logró impedir el intento divisionista oriental, al negociar con los hermanos Monagas y convencerlos de deponer las armas y someterse a la autoridad central. El 23 de junio de 1831 un indulto decretado desde Valle de la Pascua, ofreció las garantías necesarias a los Monagas y a las demás personas comprometidas con la reunificación de la Gran Colombia para estar tranquilos. Por su parte, José Tadeo Monagas se retiró una vez más de la vida pública.
Para 1834, se abrió el período electoral y resultó elegido José María Vargas, la reacción militar no se hizo esperar, es allí cuando Monagas se destaca nuevamente al dirigir en oriente la insurrección armada que lleva el nombre de Revolución de las Reformas; sofocado militarmente dicho movimiento, un nuevo indulto, dictado en el cuartel de Pirital en noviembre de 1835, pone fin a la contienda en oriente.

## Primer gobierno (1847-1851)

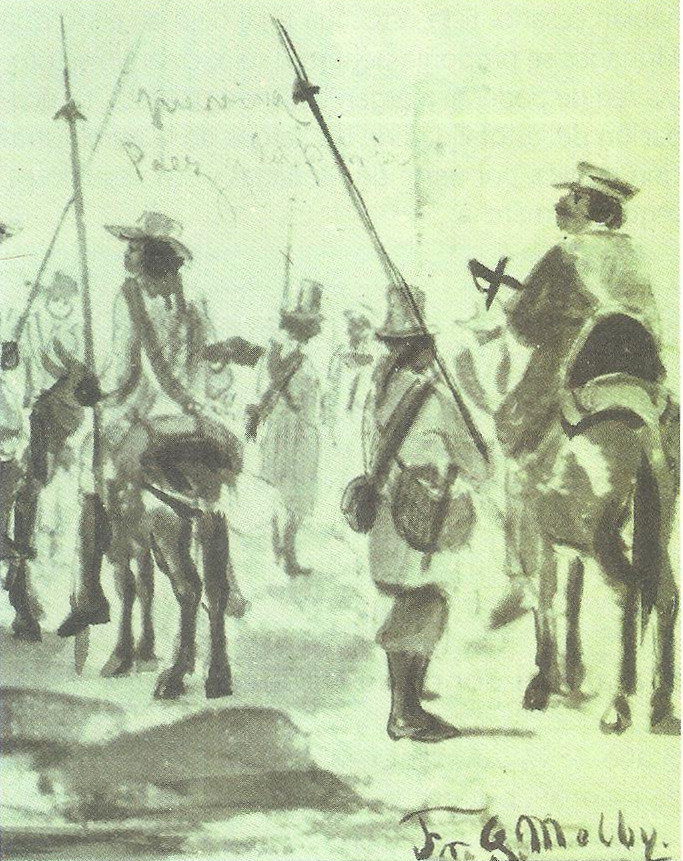
Guardia presidencial de Tadeo Monagas, 1852-1854, detalle de un dibujo en tinta china de Fritz Melbye.

En 1846 fue designado por Páez como candidato, ya que sorpresivamente había fallecido el general Rafael Urdaneta, el general Páez creyó que José Tadeo Monagas era una persona fácil de manipular, ya que anteriormente lo había convencido de deponer las armas, pero no sería así. Ya ratificado como candidato, se postuló y ganó la presidencia de la nación para el período 1847-1851, derrotando al general Bartolomé Salom por 107 votos a 97. Posteriormente fue confirmado por el Congreso el 20 de enero de 1847 y tomó posesión en Caracas el 1 de marzo de 1847.
Para este momento Monagas contaba con el apoyo y la simpatía del presidente saliente Carlos Soublette. Una vez en el poder reformó todas las instituciones venezolanas, desarrollando una especie de revolución que cambiara el esquema pro-colonial restablecido por los conservadores, para esto integró a las distintas instituciones y a su gabinete, a sus compañeros del Partido Liberal, también perdonó la vida de Antonio Leocadio Guzmán y Ezequiel Zamora, quienes habían sido condenados a muerte por Soublette. Todos estos hechos trajeron como consecuencia el malestar de los conservadores, quienes pretendían que la sociedad siguiera desarrollándose como en épocas de la colonia, los conservadores querían entre otras cosas, que siguieran existiendo los esclavos que aún quedaban en Venezuela.
En enero de 1848, en el Congreso se discutía enjuiciar al presidente José Tadeo Monagas por hechos violatorios de la Constitución. Se le acusaba de haber ejercido facultades extraordinarias ilegalmente, emplear la fuerza armada sin consentimiento del Consejo de Gobierno y de haber ejercido la administración fuera de la capital. Esto trajo como resultado una fuerte disputa política entre el gobierno de José Tadeo Monagas, del Partido Liberal, y José Antonio Páez, apoyado por el Partido Conservador, culminó con el asalto al Congreso del 24 de enero de 1848, hecho en el cual fueron asesinados tres diputados conservadores y uno liberal, esto a causa de una violenta trifulca que se suscitó, entre los que perdieron la vida se encontraban: José Antonio Salas, Juan García y Francisco Argote, y el célebre Santos Michelena que fue gravemente herido y moriría dos meses después.
Hasta ese día el Congreso Nacional tenía mayoría de representantes del partido conservador, de los cuales muchos de ellos, por miedo pidieron asilo a delegaciones extranjeras o partieron con rumbo a Curazao. A partir de este momento José Tadeo Monagas logró gobernar sin limitantes, armando su gabinete y al congreso con representantes de su partido, el Partido Liberal. Monagas convierte a Antonio Leocadio Guzmán en Ministro de Interior y Justicia y después en vicepresidente, y al guerrillero condenado Ezequiel Zamora lo nombra comandante del ejército. José Antonio Páez se alza contra el gobierno en una infructífera guerra civil por lo que es encarcelado y posteriormente mandado al exilio.
Su primer mandato duró hasta el 20 de enero de 1851, cuando entregó el cargo a su hermano José Gregorio Monagas. Este primer mandato se caracterizó por el decreto de ley que ordenaba la realización de un censo de población de la República, la creación de la Biblioteca Nacional, la libertad de imprenta, el establecimientos de consulados y agencias comerciales de otros países, y una serie de acciones dirigidas a organizar la administración del país y de su economía.

## Segundo gobierno (1855-1858)

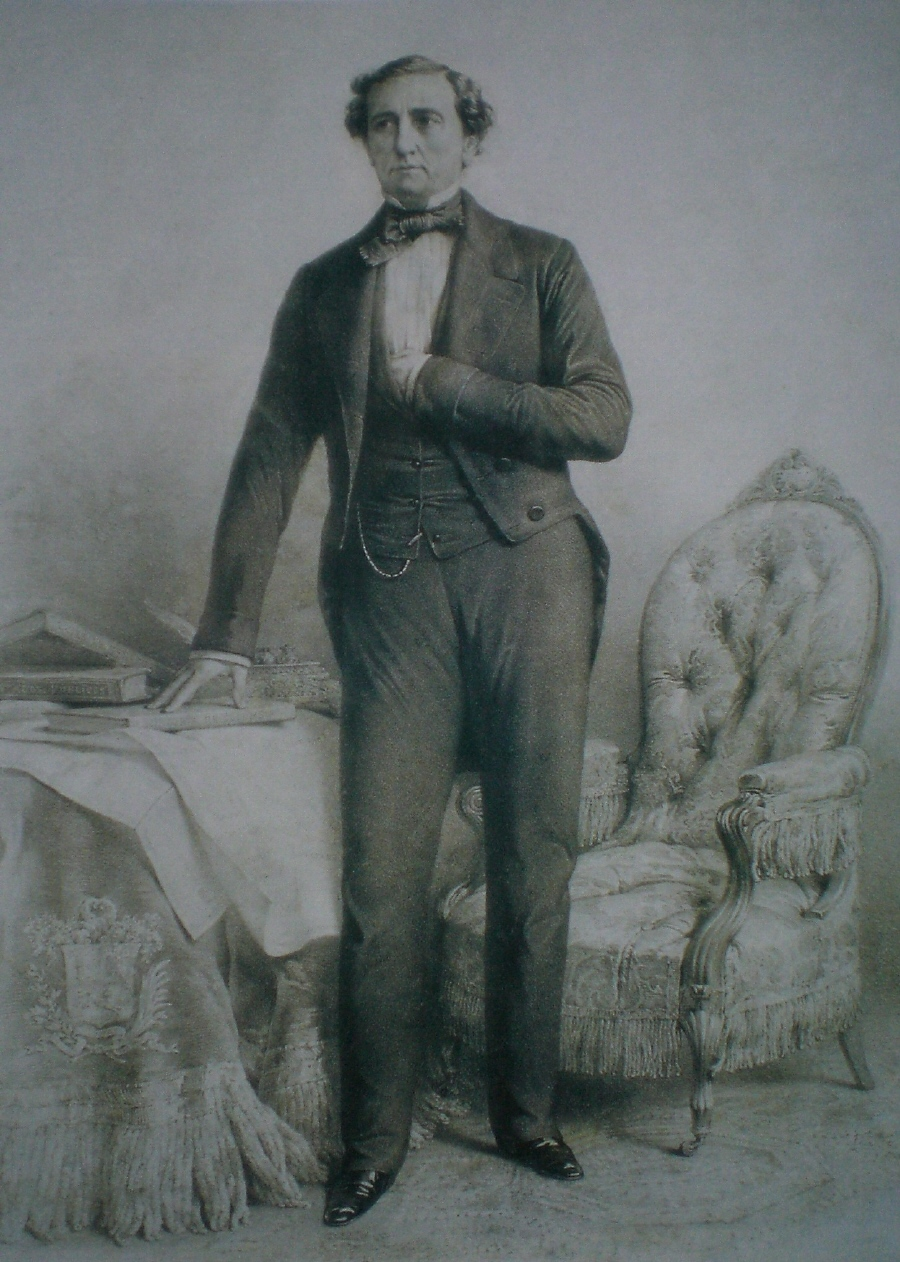
José Tadeo Monagas de civil.

Una vez culminado el período de gobierno de su hermano José Gregorio Monagas (1851-1855), José Tadeo fue elegido nuevamente en unas polémicas elecciones en las que gana con casi el 100% de los votos. para ejercer su segundo período de gobierno, el cual debía durar desde 1855 hasta 1859. En 1856 defendió la soberanía de Isla de Aves, ante el asedio del Reino de los Países Bajos, el cual pretendía anexarla a su territorio. El 29 de mayo de 1856 introdujo el telégrafo al país, creando el Servicio de Telégrafos de Venezuela, con la línea Caracas-La Guaira.[cita requerida]
Durante este periodo reformó la Constitución en el año 1857, a través de la cual se empezó a permitir la reelección y se alargó el período presidencial dos años más. La reforma también volvió a declarar a la religión católica como la del Estado. Otro cambio que se realizó en la reforma de la Constitución fue crear 21 provincias en vez de 13 que eran las que funcionaban para ese entonces. Otros hechos importantes fueron el establecimiento del sufragio universal, la eliminación de la pena de muerte y la ratificación de la abolición de la esclavitud. La eliminación de la pena capital por delitos políticos no impidió a las autoridades militares ejecutar sumariamente a jefes rebeldes y asesinar a presos políticos.Esta constitución llegó a ser tildada de «retrógrada» por constitucionalistas liberales de su tiempo, como el neogranadino Justo Arosemena.
Debido al gran descontento general que existía, debido al continuismo de la misma familia en el poder, y una fuerte oposición que nació en el seno de su mismo partido, surgió un alzamiento promovido desde la ciudad de Valencia por el general Julián Castro, conocido como la Revolución de Marzo. Monagas solicitó apoyo al Congreso Nacional, pero le fue negado. Por este motivo, José Tadeo Monagas el 15 de marzo de 1858, con la intención de que no hubiera derramamiento de sangre, se vio en la obligación de renunciar a la presidencia, solicitando asilo en la Legación de Francia en Caracas. A partir de su exilio, parte del pueblo empezó a solicitar que fuera apresado, y la sociedad conservadora que le fuera aplicada la pena de muerte, lo que derivó en el posterior conflicto resultado de la firma del "Protocolo Urrutia". Una vez resuelto el conflicto, partió exiliado a ese país unas semanas después. Cabe destacar, que el derramamiento de sangre fue inevitable, ya que su derrocamiento fue una de las principales causas de la Guerra Federal. En su renuncia expuso lo siguiente:

“Yo pudiera combatir y vencer, haciendo uso de la facultades que me otorgó el Congreso, y en cuya virtud se habrían formado diversos ejércitos, de los cuales algunos salieron a pelear. Sin embargo, yo lamentaría un triunfo que hubiese costado la sangre de mis compatriotas y hermanos; y viendo que se da por pretexto de la discordia mi presencia en el poder, he resuelto separarme del mando. Jamás he tenido otro pensamiento que el de la dicha de los venezolanos. A él le hice el sacrificio de aceptar la Presidencia. Él es también el que me decide a abandonarla”.

Posteriormente se hará incapié en qué su deposición fue una de las causas principales del inicio de la guerra federal.

## Revolución azul

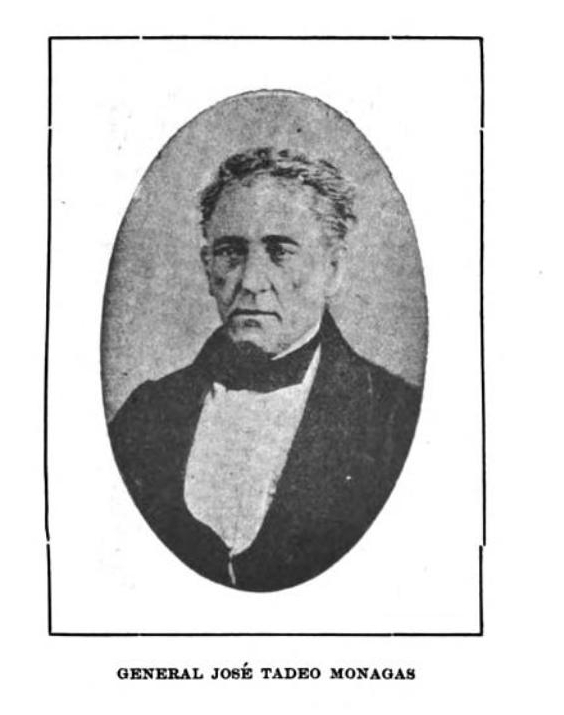
General José Tadeo Monagas, en avanzada edad.

En 1861 regresó a Venezuela, para ese momento contaba ya con 77 años de edad, colaborando operativamente con los liberales en la Guerra Federal. Una vez acabada la guerra el  presidente Juan Crisóstomo Falcón le otorga a Monagas reconocimientos y reparaciones en cuanto a las sanciones que padeció en 1857.
En 1867 fue el máximo dirigente de la llamada Revolución azul, a través de la cual dirigió a un grupo de liberales y conservadores que se oponían al presidente Juan Crisóstomo Falcón, este grupo conocido como los "Rebeldes Azules", derrocó a Manuel Ezequiel Bruzual quien era sucesor interino de Juan Crisóstomo Falcón, con su ejército ocupó la ciudad de Caracas mediante un reñido combate en junio de 1868. 

## Gobierno de los azules
El 27 de junio de 1868, José Tadeo Monagas en su carácter de General en Jefe de los Ejércitos de la Revolución, dictó un decreto, reorganizando la administración ejecutiva general y el 30 de junio dicta un nuevo decreto declarando vigente la Constitución Federal de 1864. 

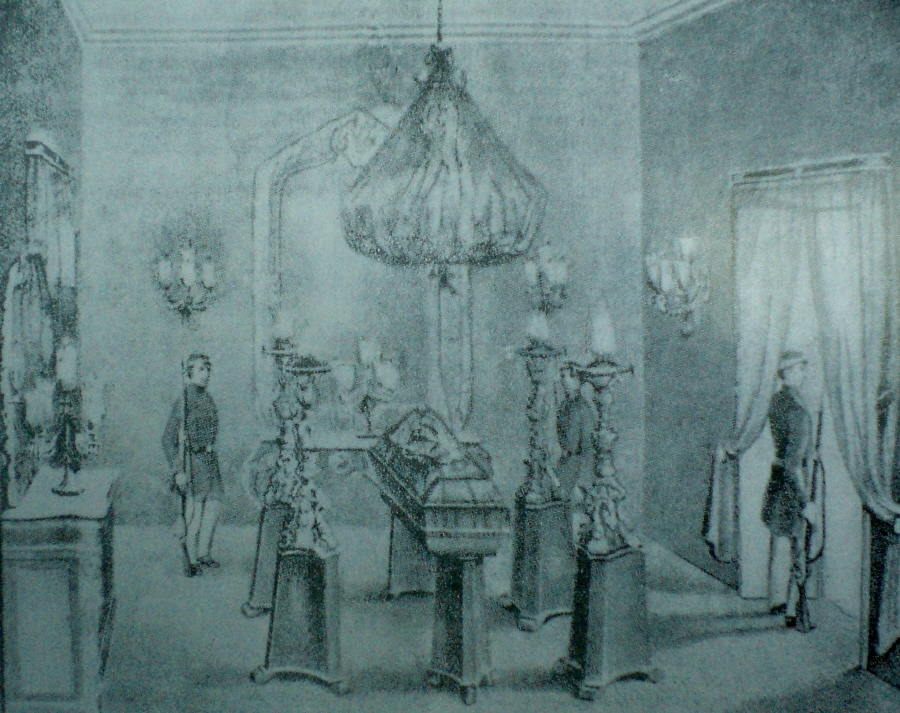
Funeral del General José Tadeo Monagas.

Durante este periodo ejerció el poder indirectamente, ya que designó un gabinete que eligió entre sus miembros, también nombró una comisión para que escogiera un presidente provisional, resultando escogido Guillermo Tell Villegas, mientras que él siguió estando a cargo del Comando General del Ejército. Convocó a elecciones para designar al nuevo presidente de la República, inscribiendo su candidatura, sin embargo, en medio del proceso electoral murió debido a una pulmonía en Caracas el 18 de noviembre de 1868. En sus últimos momentos al recibir la extremaunción por parte del Arzobispo Silvestre Guevara y Lira, Monagas dijo:
«Muero completamente satisfecho, porque dejo unidos á mis buenos conciudadanos; porque he perdonado cordialmente á todos mis enemigos, y obtenido para mis faltas y errores, sin duda muy numerosos, un perdón igual».
Fue sucedido en el poder por su hijo, José Ruperto Monagas, el cual duraría muy poco tiempo en el poder. En 1876 fue aprobado su ingreso al Panteón Nacional de Venezuela, donde reposan sus restos desde el 17 de mayo de 1877.